# Полозаозер'є
Полозаозе́р'є (рос. Полозаозёрье) — село у складі Бердюзького району Тюменської області, Росія.
Населення — 485 осіб (2010, 554 у 2002).
Національний склад станом на 2002 рік:
- росіяни — 86 %